# Liste der Biografien/Heind
Liste der Biografien |
Portal Biografien |
Personensuche
# |
A |
B |
C |
D |
E |
F |
G |
H |
I |
J |
K |
L |
M |
N |
O |
P |
Q |
R |
S |
T |
U |
V |
W |
X |
Y |
Z |
?
 
Ha |
Hd |
He |
Hi |
Hj |
Hk |
Hl |
Hm |
Hn |
Ho |
Hr |
Hs |
Ht |
Hu |
Hv |
Hw |
Hy
 
Hea |
Heb |
Hec |
Hed |
Hee |
Hef |
Heg |
Heh |
Hei |
Hej |
Hek |
Hel |
Hem |
Hen |
Heo |
Hep |
Heq |
Her |
Hes |
Het |
Heu |
Hev |
Hew |
Hex |
Hey |
Hez
 
Heia |
Heib |
Heic |
Heid |
Heie |
Heif |
Heig |
Heij |
Heik |
Heil |
Heim |
Hein |
Heip |
Heir |
Heis |
Heit |
Heix |
Heiz
 
Heina |
Heinb |
Heinc |
Heind |
Heine |
Heinf |
Heing |
Heinh |
Heini |
Heink |
Heinl |
Heinm |
Heino |
Heinr |
Heins |
Heint |
Heiny |
Heinz
Die Liste der Biografien führt alle Personen auf, die in der deutschsprachigen Wikipedia einen Artikel haben. Dieses ist eine Teilliste mit 31 Einträgen von Personen, deren Namen mit den Buchstaben „Heind“ beginnt.

## Heind

### Heinda
- Heindahl, Kathrine (* 1992), dänische Handballspielerin

### Heinde
- Heindel, Gerhard (1944–2023), deutscher Basketballspieler
- Heindel, Janis (* 1984), deutscher Basketballspieler
- Heindel, Martin (* 1976), deutscher Hörspielautor und Hörfunk-Regisseur
- Heindel, Max (1865–1919), dänisch-US-amerikanischer Autor, Theosoph und Rosenkreuzer
- Heindel, Volker, deutscher Basketballnationalspieler und Handballspieler
- Heindel, Wolfgang (* 1980), deutscher Kampfsportler und Kampfsportlehrer

### Heindl
- Heindl, Anna (* 1950), österreichische Metall- und Schmuckkünstlerin
- Heindl, Christian (* 1964), österreichischer Musikwissenschaftler und Journalist
- Heindl, Christine (* 1950), österreichische Lehrerin und Politikerin (Grüne), Abgeordnete zum Nationalrat
- Heindl, David (* 2004), österreichischer Fußballspieler
- Heindl, Dietrich (* 1942), österreichischer Politiker (ÖVP), Landtagsabgeordneter, Ehrenbürger von Königstetten
- Heindl, Eduard (* 1961), deutscher Unternehmer und ErfinderEduard Heindl (* 1961)

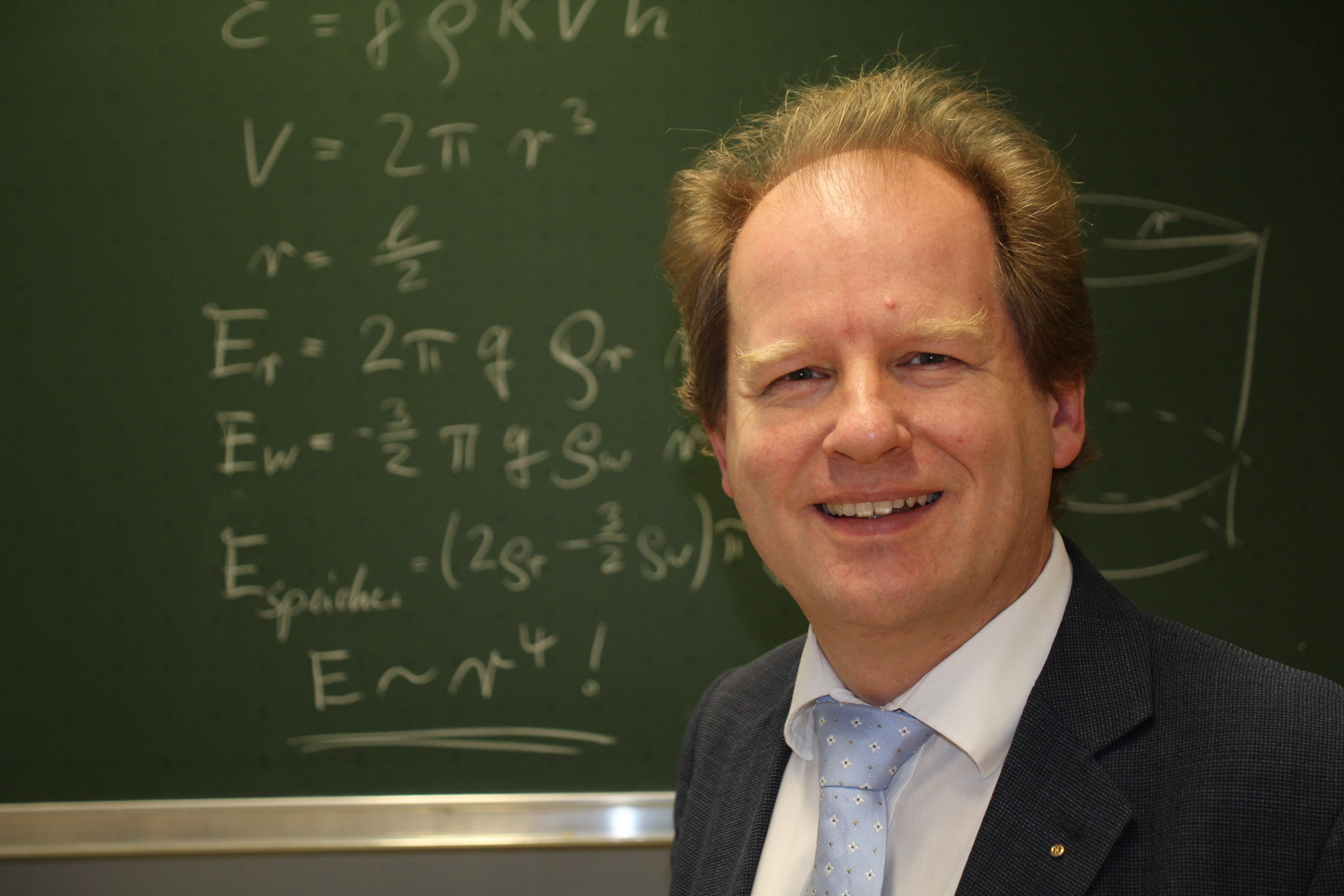
Eduard Heindl (* 1961)

- Heindl, Franz (1906–1944), österreichischer Hilfsarbeiter und Widerstandskämpfer gegen den Nationalsozialismus
- Heindl, Hermann (* 1881), deutscher Verwaltungsjurist und Bezirksoberamtmann
- Heindl, Kurt (* 1936), österreichischer Politiker (SPÖ), Abgeordneter zum Nationalrat
- Heindl, Leopold (1834–1911), österreichischer Unternehmer und Politiker, Landtagsabgeordneter
- Heindl, Michael (1901–1944), österreichischer Eisenbahner und Widerstandskämpfer gegen den Nationalsozialismus
- Heindl, Robert (1883–1958), deutscher Kriminologe und Jurist
- Heindl, Sebastian (* 1997), deutscher Organist
- Heindl, Sepp (1915–1965), deutscher Kommunalpolitiker (CSU)
- Heindl, Tobias (* 1974), deutscher Violinist
- Heindl, Waltraud (* 1939), österreichische Historikerin
- Heindl, Wolfgang Andreas (1693–1757), österreichischer Fresken-Maler
- Heindle, Joey (* 1993), deutscher Popsänger, „Dschungelkönig“Joey Heindle (* 1993)

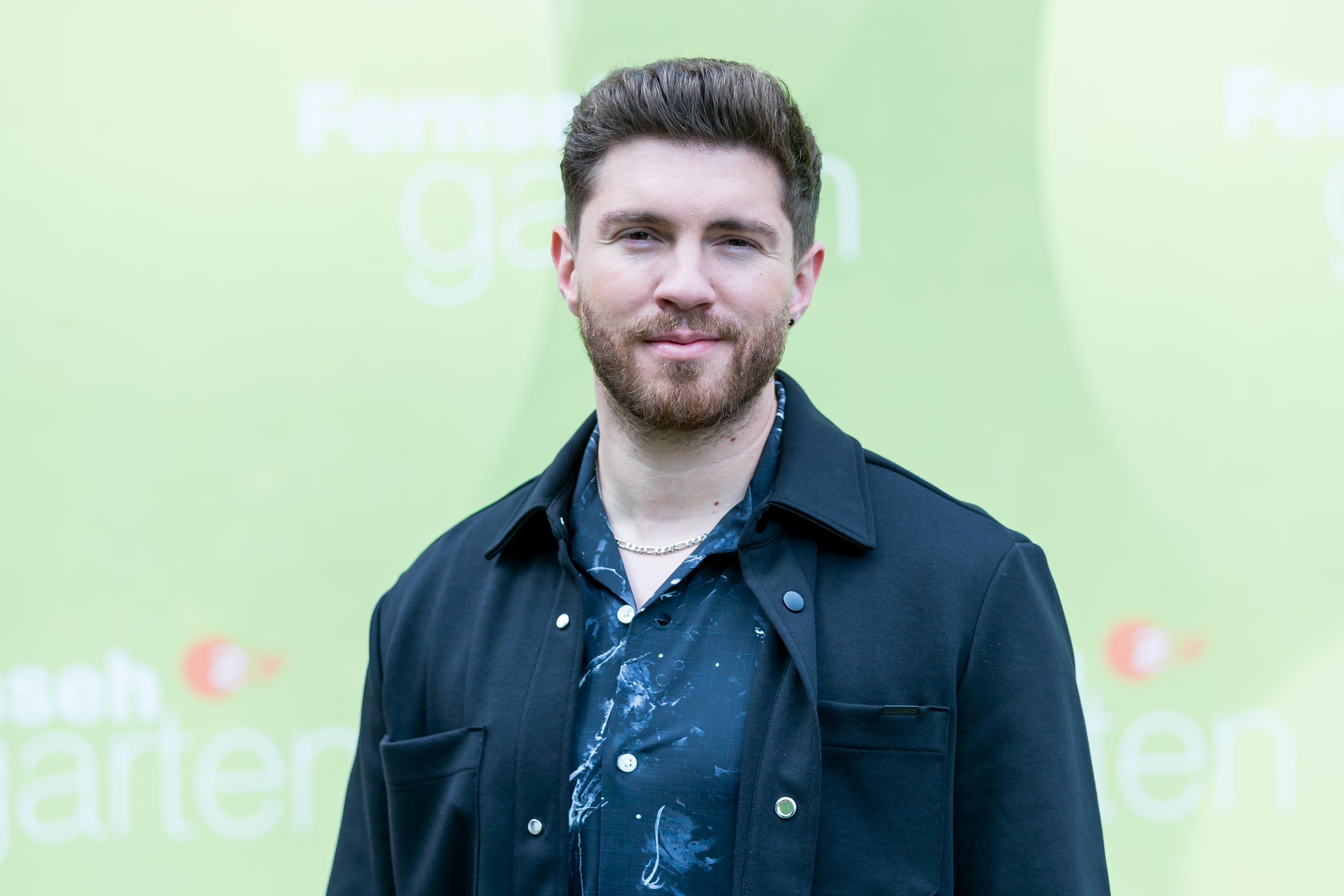
Joey Heindle (* 1993)

- Heindler, Alfred (1927–2005), österreichischer Bezirkspolitiker und Humorist
- Heindler, Manfred (1943–2006), österreichischer Nuklearenergie-Experte

### Heindo
- Heindorf, Ludwig Friedrich (1774–1816), deutscher Klassischer Philologe
- Heindorf, Ray (1908–1980), US-amerikanischer Texter, Komponist und Dirigent

### Heindr
- Heindrichs, Heinz-Albert (1930–2021), deutscher Komponist, Lyriker, Maler und Märchenforscher
- Heindrichs, Ursula (1928–2024), deutsche Germanistin und Ehrenpräsidentin der Europäischen Märchengesellschaft